# Bernard Bocian
Bernard Bocian (* 26. Januar 1974 in Poznań) ist ein ehemaliger polnischer Radrennfahrer und nationaler Meister im Radsport.

## Sportliche Laufbahn
1992 begann seine internationale Karriere mit dem Gewinn der Silbermedaille im Mannschaftszeitfahren bei den UCI-Straßen-Weltmeisterschaften der Junioren (u. a. mit Piotr Przydział im Team). Für die Weltmeisterschaft hatte er sich mit dem Gewinn des Zeitfahrmeistertitels bei den Junioren qualifiziert. In den folgenden Jahren gewann er mehrfach Titel bei nationalen Meisterschaften: er siegte im Einzelzeitfahren 1994 und 1995, im Mannschaftszeitfahren 1995 und im Bergfahren 1994. Dazu kamen weitere Podiumsplätze bis 2000. Im Jahr 2000 gewann er auch die Berliner Etappenfahrt.
Die Internationale Friedensfahrt fuhr er 1994 (47. Platz), 1998 schied er aus.

## Teams
Er begann mit dem Radsport im Verein Lech Poznań. 1996 und 1997 fuhr er im Team Mróz, 1998 im Team Sprandi Wulkan Częstochowa, 1999 bei Lukullus Banaszek Sport, 2000 bei Servisco.

## Doping
Im Jahr 2000 wurde er positiv auf ein Dopingmittel getestet. Er beendete daraufhin seine Laufbahn.